# Porta do Não Retorno (Benim)

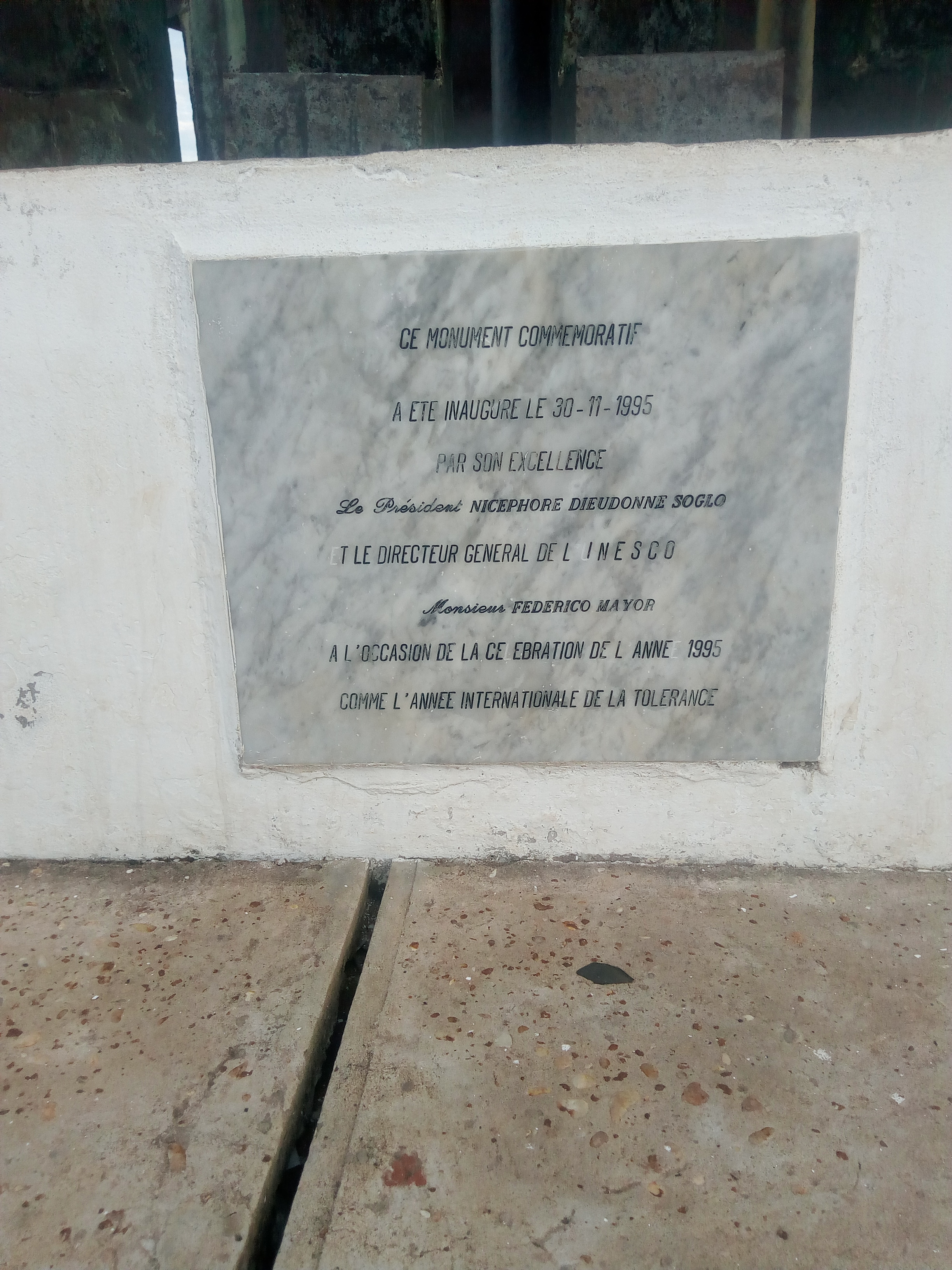

A Porta do Não Retorno é um monumento na cidade de Uidá, no Benim, construído no local de embarque dos escravos, que eram enviados para o continente americano, e em sua placa diz que "simboliza a última etapa da maior deportação jamais conhecida na humanidade - o comércio negreiro".
| “ | A Porta do Não Retorno era o local de embarque da última viagem dos escravos. Eles sabiam que dali não haveria retorno. E é ali que todo dia 10 de janeiro, desde 1992, dia declarado feriado no Benim, ocorre a grande festa do culto vodum, reabilitado como a religião majoritária dos beninenses e de grande parte do continente africano | ” |